# Carirubana (paroisse civile)
Pour les articles homonymes, voir Carirubana.
Carirubana est l'une des quatre ou cinq paroisses civiles, de la municipalité de Carirubana dans l'État de Falcón au Venezuela. Sa capitale est Punto Fijo dont elle constitue l'une des paroisses urbaines et notamment le centre-ville. Une partie de son territoire oriental inoccupé est constitué de landes sableuses typiques de l'ouest de la péninsule de Paraguana.

## Géographie

### Hydrographie
La paroisse civile est bordée par la lagune de Guaranao au sud et l'océan Atlantique à l'ouest.

### Démographie
Carirubana est l'une des paroisses urbaines de la ville de Punto Fijo, s'étendant sur un territoire triangulaire allongé d'ouest en est où se trouve sa pointe et son petit côté sur la côte atlantique. Elle abrite le centre de la l'agglomération, le Centro, et le quartier spécifique de Carirubana à la pointe nord-ouest du territoire où se trouve le phare de Recalada.